# 黄毛榕
黄毛榕（学名：Ficus esquiroliana）是桑科榕属的植物。分布在越南、老挝、台湾、泰国以及中国大陆的广西、贵州、广东、海南、西藏、四川、云南等地，生长于海拔500米至2,100米的地区，目前已由人工引种栽培。

## 别名
猫卵子（西双版纳）